# Кудеча
Кудеча — село в Могочинском районе Забайкальского края России. Входит в состав городского поселения «Давендинское».

## География
Село находится в южной части района, на левом берегу реки Кудечи (бассейн Шилки), на расстоянии примерно 41 километра (по прямой) к юго-западу от города Могоча. Абсолютная высота — 574 метра над уровнем моря.
Климат
Климат характеризуется как резко континентальный, с морозной продолжительной зимой и коротким относительно тёплым летом. Средняя температура самого тёплого месяца (июля) составляет 14 — 18 °С (абсолютный максимум — 37 °С). Средняя температура самого холодного месяца (января) — −28 — −32 °С (абсолютный минимум — −53 °С). Годовое количество осадков — 400—600 мм.

## История
Основана в 1908 году. В 1940 году отнесено к разряду рабочих посёлков.

## Население
| 1989 | 2002 | 2010 | 2014 | 2016 | 2017 | 2018 |
| ---- | ---- | ---- | ---- | ---- | ---- | ---- |
| 398  | ↘326 | ↘222 | ↘206 | ↘192 | ↗194 | ↘187 |
| 2019 | 2020 | 2021 |      |      |      |      |
| →187 | ↗192 | ↘185 |      |      |      |      |

Половой состав
По данным Всероссийской переписи населения 2010 года в гендерной структуре населения мужчины составляли 49,1 %, женщины — соответственно 50,9 %.
Национальный состав
Согласно результатам переписи 2002 года, в национальной структуре населения русские составляли 96 % из 326 чел.

## Инфраструктура
В селе функционируют начальная среднеобразовательная школа и фельдшерско-акушерский пункт.

## Улицы
Уличная сеть села состоит из четырёх улиц.